# Colegio Romano de la Santa Cruz
El Colegio Romano de la Santa Cruz (en italiano: Collegio Romano della Santa Croce) es un centro interregional de formación del Opus Dei, erigido por San Josemaría Escrivá en Roma el 29 de junio de 1948, fiesta de los Apóstoles Pedro y Pablo. Es una entidad dependiente del prelado del Opus Dei, y destinada a proporcionar formación doctrinal-religiosa y espiritual a los fieles de la Prelatura, en este caso, numerarios y agregados varones, que posteriormente pueden recibir encargos de formación en las diversas circunscripciones (cfr. Estatutos del Opus Dei, n.98).
El Colegio Romano de la Santa Cruz es también el seminario internacional de la Prelatura, donde reciben su formación específica los candidatos al sacerdocio del clero incardinado en la Prelatura (cfr. Estatutos del Opus Dei, n.102). Su primer rector fue el Beato Álvaro del Portillo.
Desde su fundación hasta 1974 tuvo su sede en la sede central del Opus Dei, en Viale Bruno Buozzi 75. En 1974 fue trasladado a su sede actual, al norte de Roma, llamado Centro Internazionale Cavabianca.
Los alumnos del Colegio Romano de la Santa Cruz realizan sus estudios en Teología, Derecho Canónico, Filosofía, y Comunicación Social Institucional de la Iglesia en la Pontificia Universidad de la Santa Cruz.
También en Roma existe un centro análogo para las mujeres: el Colegio Romano de Santa María, cuya sede actual es Villa Ballestra.

## Historia
San Josemaría había fundado el Opus Dei en Madrid (1928), y desde 1946 vivía en Roma, desde donde coordinaba la expansión del Opus Dei por otros países. Viendo como sus sueños de llevar el carisma del Opus Dei por todo el mundo se hacían realidad, Josemaría Escrivá sintió la  necesidad, por un lado, de preparar bien a los miembros que empezarían esa labor apostólica en un nuevo país y, por otro, de formar adecuadamente a las primeras vocaciones que germinaban en cada lugar. 
Con esa idea en mente, erigió el Colegio Romano de la Santa Cruz el 29 de junio de 1948, como un centro internacional de formación para los numerarios varones del Opus Dei. Con el paso de los años se incorporarían al Colegio Romano de la Santa Cruz también algunos miembros agregados. En 1953, san Josemaría erigió un centro internacional análogo para las mujeres del Opus Dei, al que dio el nombre de Colegio Romano de Santa María.
En sus comienzos, el Colegio Romano ocupó parte de la sede central del Opus Dei (Villa Tevere), que estuvo en construcción desde 1949 hasta 1960. Pero san Josemaría pronto empezó a buscar posibles sedes para dar más autonomía al Colegio Romano, con instalaciones más amplias que permitieran una sana formación para un grupo numeroso de gente joven. De hecho, para tener idea de las dimensiones del proyecto, si la primera promoción de alumnos del Colegio Romano estaba compuesta por tan sólo seis alumnos, ya a partir de 1953 –cinco años después de la erección del Colegio Romano– el número de alumnos superó con creces el centenar.
San Josemaría barajó distintas opciones dentro de la ciudad de Roma. Por ejemplo, el Oratorio del Gonfalone en Via Giulia, hoy sede del Coro Polifónico Romano. O la Catacumba de San Valentín, muy cerca de la sede central del Opus Dei. Pero como estas y otras gestiones no salieron adelante, la sede del Colegio Romano siguió estando en Villa Tevere hasta 1974, cuando por fin se trasladó a Cavabianca, el nombre que dio san Josemaría a un amplio complejo de edificios de planta nueva construido en la zona de Saxa Rubra, a las afueras y en el extremo norte de la ciudad de Roma. Cavabianca estuvo en construcción desde 1971 a 1974.

## En la actualidad
Además de centro internacional de formación, el Colegio Romano de la Santa Cruz es también el seminario internacional del Opus Dei. Muchos de sus alumnos, tras realizar los necesarios estudios filosóficos y teológicos, y un adecuado y libre discernimiento vocacional, tanto por parte del candidato como del equipo formador del Colegio Romano, reciben también una preparación específica para el sacerdocio. El Opus Dei tiene una “Ratio institutionis sacerdotalis”, aprobada por la Santa Sede, que es un documento que regula la formación de los sacerdotes de la Prelatura.

En actual rector del Colegio Romano, Fernando Crovetto, describe así la formación de los futuros sacerdotes:
Estos futuros sacerdotes, teniendo ya la experiencia de la espiritualidad laical propia de los fieles del Opus Dei, al ordenarse como sacerdotes incardinados en la Prelatura del Opus Dei, pueden ofrecer su ministerio sacerdotal como complemento indispensable e insustituible a la misión evangelizadora de los demás miembros laicos del Opus Dei –hombres y mujeres–, que buscan difundir el mensaje de Cristo en medio del mundo. Desde 1948, y por la gracia de Dios, hemos tenido ordenaciones sacerdotales de miembros del Opus Dei todos los años. El pasado 20 de mayo (de 2023), se ordenaron 25 sacerdotes. Ahora mismo, el Opus Dei cuenta con cerca de dos mil sacerdotes de todos los continentes y que trabajan en todos ellos.

## Los laicos y sacerdotes del Opus Dei
En el Colegio Romano de la Santa Cruz se forman laicos y sacerdotes del Opus Dei. 
Siendo, como decía antes, una «partecica de la Iglesia» también en el Opus Dei tanto los sacerdotes como los laicos se ven igualmente responsables e igualmente implicados en la labor evangelizadora de la sociedad. En toda la labor apostólica del Opus Dei existe una cooperación orgánica entre sacerdotes y laicos, hombres y mujeres, cada uno en su propio estado, compatible con sus circunstancias personales. Y esa complementariedad entre sacerdotes y laicos es parte integrante del carisma divino recibido por san Josemaría, y que de modo gráfico se ve reflejada en la dinámica y contenido de la formación que se busca impartir en el Colegio Romano de la Santa Cruz. Es decir, lo importante es descubrir el propio camino, siendo laico o sacerdote, y recorrerlo siguiendo la llamada personal que cada uno ha recibido.

Como rector del Colegio Romano puedo constatar cómo existe esa armonía orgánica entre sacerdotes y laicos dentro del mismo Colegio, donde unos complementan la labor de los otros, sin espacio a clericalismos ni a anticlericalismos. Es una cooperación además muy enriquecedora para ambas partes. Creo que esa armonía puede aportar mucho, porque siempre hay riesgo de crear una mezcla caótica de los roles de cada fiel, si no se valora adecuadamente la especificidad propia de cada uno, dentro de la común misión evangelizadora de la Iglesia Universal.